# Monreal del Campo
Monreal del Campo – gmina w Hiszpanii, w prowincji Teruel, w Aragonii, o powierzchni 89,05 km². W 2011 roku gmina liczyła 2709 mieszkańców.